# Onilahy (Fluss)
Der Onilahy ist ein Fluss in Madagaskar.

## Verlauf
Der Fluss entspringt als Mangoky (nicht zu verwechseln mit dem etwas nördlich gelegenen Mangoky), auf dem Ivakoany-Massiv auf 1300 Metern Höhe. Er fließt zunächst nach Norden, beschreibt dann einen halbkreisförmigen Bogen nach Westen mit einem Durchmesser von über 50 km. An der Mündung des Ihazofotsy, seines ersten größeren Nebenflusses, knickt er scharf nach Westen ab. Wenig später nimmt er ebenfalls von links, wie der Ihazofotsy, seinen zweiten größeren Zufluss, den Isoanala, auf. Schließlich, wenige Kilometer später, mündet von rechts sein wichtigster Nebenfluss, der Imatoto, ein. Erst danach trägt er den Namen Onilahy. Er fließt weiter Richtung Westen durch zunehmend trockeneres Gebiet. Entsprechend münden nur noch kleinere Flüsse ein. Der Onilahy mündet schließlich bei Saint Augustin in die Straße von Mosambik.

## Hydrometrie
Die Durchflussmenge des Onilahy wurde an der hydrologischen Station Tongobory bei 87 % des Einzugsgebietes, über die Jahre 1951 bis 1974 gemittelt, gemessen (in m³/s).